# Danielle Spencer

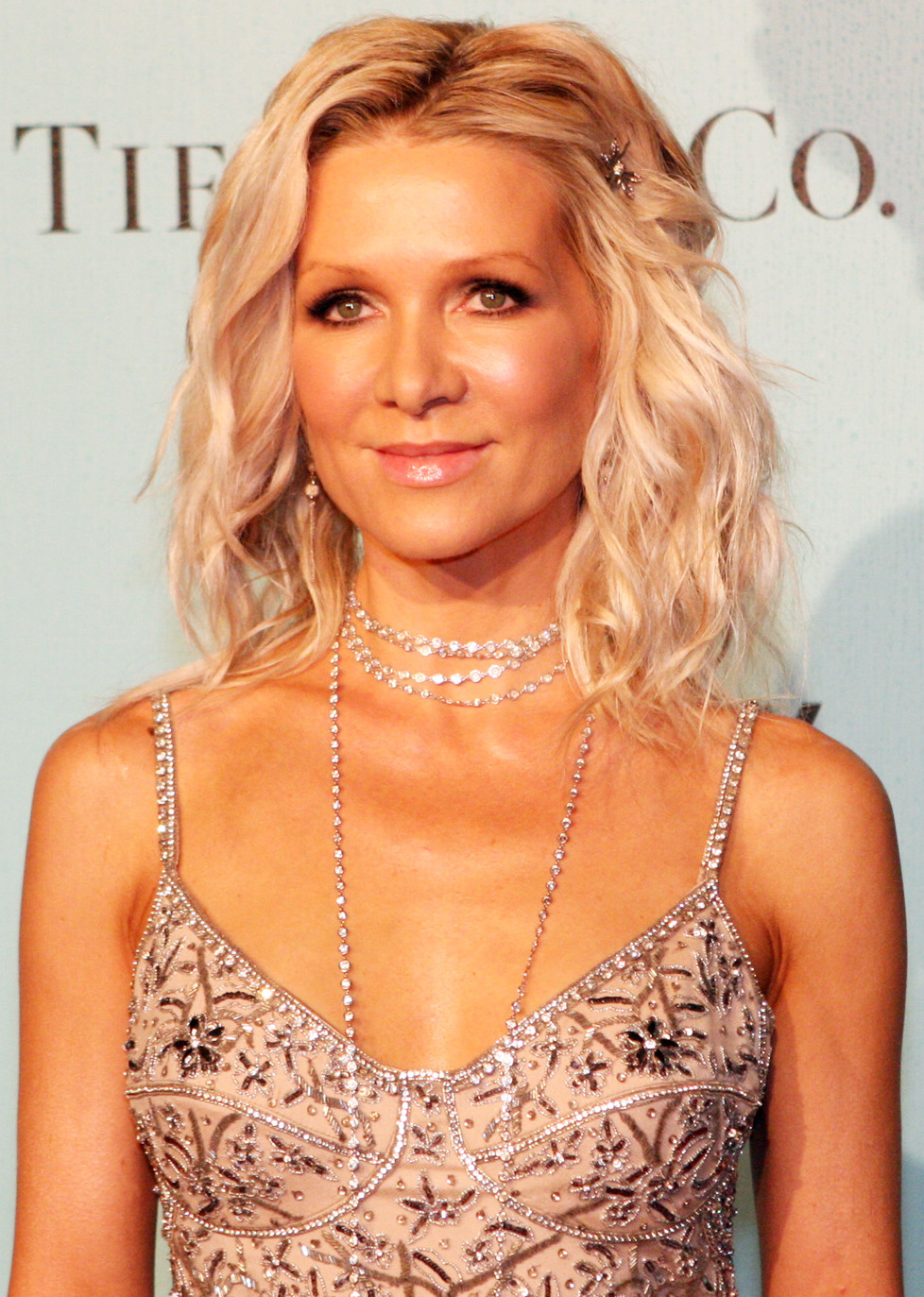
Danielle Spencer, 2013

Danielle Spencer (* 16. Mai 1969 in Sydney, New South Wales) ist eine australische Schauspielerin, Sängerin und Songwriterin.

## Leben
Danielle Spencer ist die Tochter des Australischen Songwriters, Sängers und TV-Entertainers Don Spencer und seiner Frau Julie, einer Engländerin aus Yorkshire. Sie hat einen älteren Bruder, Dean. Im Alter von vier Jahren begann Danielle, Klavierunterricht zu nehmen, im Alter von zehn, erste eigene Melodien zu komponieren. Ihre Kindheit und Jugend bis zum Alter von zwölf Jahren verbrachte sie wechselweise in Australien und in Yorkshire und Cambridgeshire, da ihr Vater in beiden Ländern für die BBC Playschool arbeitete.
Am 7. April 2003 heiratete Danielle Spencer den neuseeländischen Schauspieler Russell Crowe. Das Paar traf sich erstmals im Jahr 1989 bei den Dreharbeiten zum Kinofilm The Crossing, der 1990 in die australischen Kinos kam. Die beiden haben zwei gemeinsame Söhne, Charles Spencer Crowe (* Dezember 2003) und Tennyson Spencer Crowe (* Juli 2006). Am 14. Oktober 2012 gaben Spencer und Crowe der Presse nach neun Ehejahren ihre einvernehmliche Trennung bekannt.

## Werk

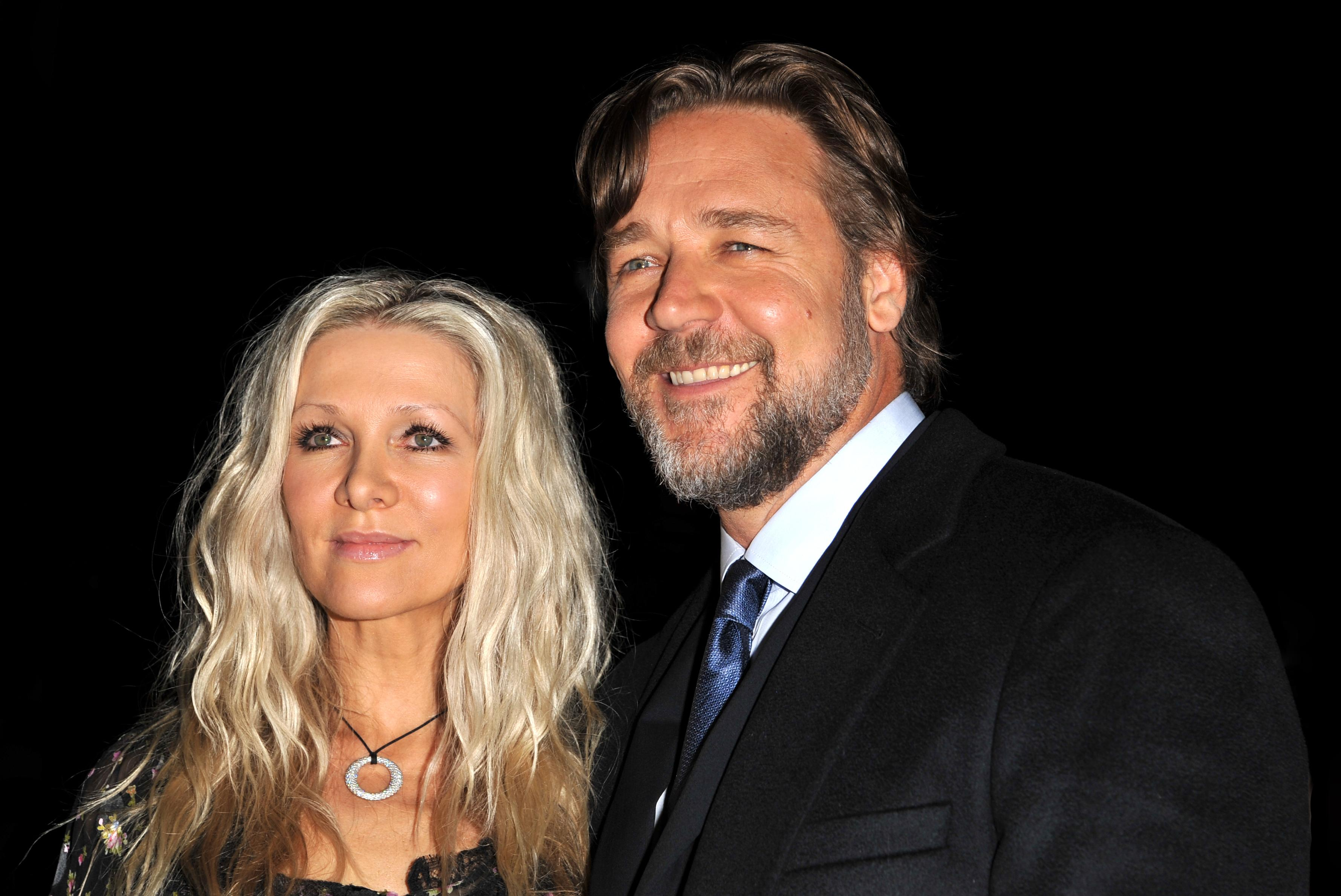
Danielle Spencer mit ihrem damaligen Gatten Russell Crowe bei der Star Opening Party in Sydney am 14. September 2011

Danielle Spencer kam sowohl von väterlicher als auch mütterlicher Seite schon als Kind mit dem Showgeschäft in Kontakt, als sie ihren Vater bei seinen Auftritten begleitete. Sie genoss sowohl Gesangs-, Schauspiel- als auch Tanzunterricht in klassischem und Jazz Ballett und Modern Dance. In den Jahren 1989 bis 2000 arbeitete sie zunächst als Schauspielerin vor allem für das australische Fernsehen, hauptsächlich als Darstellerin in Fernsehserien.
Anschließend verlagerte sich der Schwerpunkt ihrer künstlerischen Tätigkeit auf den Bereich Singer/Songwriter. Im Jahr 2001 erschien ihr musikalisches Debütalbum White Monkey und nach einer Familienpause erschien im Februar 2010 ihr zweites Album Calling All Magicians. Unter der Regie ihres Gatten entstanden die Musikvideos zu den Songtiteln Tickle Me und Wish I’d Been Here.
Im August 2011 trat Danielle Spencer erstmals zusammen mit ihrem Gatten in zwei Live-Konzerten auf. Das Paar stellte zusammen mit den Musikern und Schauspielern Alan Doyle, Kevin Durand, Size2Shoes und Scott Grimes das Crowe/Doyle Songbook Vol. III, dessen Songs sich u. a. auf den Roman Der Singende Baum (Dirt Music) des australischen Romancier Tim Winton beziehen, der Öffentlichkeit vor.

## Diskografie

### Alben
- White Monkey (1. Mai 2002; EMI)
- Calling All Magicians (15. Februar 2010)
- The Crowe/Doyle Songbook Volume III featuring Danielle Spencer

### Singles
- Jonathon White (2001; EMI)
- Blast Off (2001; EMI)
- Forgive Me (2001; EMI)
- White Monkey (2002; EMI)
- Tickle Me (2002; EMI)
- Wish I’d Been Here (2009)
- On Your Side (2010)
- Wish I’d Been Here (2010)

## Filmografie (Auswahl)
- 1989–1990: Die fliegenden Ärzte (The Flying Doctors, Fernsehserie)
- 1990: Ferien mit Sindbad (What the Moon Saw)
- 1990: The Crossing
- 1991: Hampton Court (Fernsehserie)
- 1991: Mission Top Secret – Das Auge des Salomon (Mission: Top Secret, Fernsehserie)
- 1995: Home and Away (Fernsehserie)
- 1995: Pacific Drive (Fernsehserie)
- 1999: Game Room
- 2000: All Saints (Fernsehserie)
- 2000: Beastmaster – Herr der Wildnis (BeastMaster, Fernsehserie)